# Proprioseiopsis latocavi
Proprioseiopsis latocavi är en spindeldjursart som beskrevs av Wolfgang Karg 1998. Proprioseiopsis latocavi ingår i släktet Proprioseiopsis och familjen Phytoseiidae. Inga underarter finns listade i Catalogue of Life.